# 双化水库
双化水库是中国云南省昆明市禄劝彝族苗族自治县境内的一座水库，位于掌鸠河上，建于1958年。水库正常库容为1813万立方米，集雨面积为207平方千米，海拔为23.7米。